# Franciszek Banaś
Franciszek Banaś ps. „Stefan” (ur. 12 lutego 1901 w Gdowie, zm. 8 maja 1985 w Krakowie) – polski żołnierz, policjant, wywiadowca, konspirator, „Sprawiedliwy wśród Narodów Świata”. 

## Życiorys

### Młodość
W wieku 17 lat wstąpił do batalionu saperów. Wziął udział w wojnie polsko-bolszewickiej. Służył w dywizji wielkopolskiej na froncie północnym. Doznał urazu głowy pod Kozłowem na Podolu. W 1922 r., po ukończeniu warszawskiej szkoły policyjnej, został funkcjonariuszem policji w Krakowie. Piastował funkcję posterunkowego w I Komisariacie Państwowej dzielnicy Kazimierz, następnie dwa lata później został funkcjonariuszem policji rzecznej na Wiśle w dzielnicy Zwierzyniec.

### II wojna światowa

#### Służba w konspiracji
Po wybuchu II wojny światowej zaangażował się w ewakuację dokumentacji i eksponatów z Krakowa do Sandomierza. Uczestniczył w walce o most na Sanie pod Leżajskiem i bitwie pod Sokalem. W Łucku został rozbrojony przez władze sowieckie, jednak uniknął niewoli, przedostając się do Krakowa. Pod przymusem wstąpił w szeregi „policji granatowej”, podporządkowanej niemieckiemu okupantowi.
W 1940 r. Franciszek Banaś przyłączył się do Związku Walki Zbrojnej, gdzie otrzymał pseudonim „Stefan”. Sprawował obowiązki wywiadowcy w centralnym wywiadzie Zgrupowania „Żelbet” AK w Krakowie. Gromadził informacje o konfidentach i powiadamiał ludzi o planowanych aresztowaniach. W latach 1941–1943, na rozkaz podziemia, służył w getcie krakowskim, gdzie pomagał w dostarczaniu artykułów spożywczych, korespondencji, lekarstw, opału, ponadto informował odpowiednie osoby, jakie zamiary miały władze niemieckie wobec mieszkańców getta. Będąc na wachcie przy wejściu do getta, umożliwiał Żydom przedostawanie się na „stronę aryjską”, jednocześnie instruował ich, jak mogą uniknąć wykrycia przez Niemców.
Jesienią 1943 roku, po serii aresztowań przeprowadzonych przez Gestapo w kierownictwie „policji granatowej” w Krakowie, porzucił służbę i zaczął się ukrywać.

#### Pomoc Żydom
Ze wspomnień Banasia wynika, że żywił on antysemickie uprzedzenia. Niemniej w czasie okupacji aktywnie pomagał prześladowanym i eksterminowanym Żydom. W kwietniu 1942 r. został ojcem chrzestnym żydowskiej kobiety o imieniu Irena, która ukrywała się przed Niemcami. Tuż przed śmiercią chciała przyjąć chrzest. Sakramentu udzielił jej ks. Ferdynand Machay. Kobieta przeżyła wojnę. W 1943 r., dzień po likwidacji getta w Krakowie, Banaś napotkał zabiedzoną Różę Jakubowicz z małym Tadeuszem. Ich spotkanie spostrzegł miejscowy Niemiec, którego jednak przekonał łapówką – 160 zł i pół litra wódki – by pozwolił odejść kobiecie. Franciszek Banaś uratował także Miriam Schein, rabina Lewertowa z dwoma synami, rodzinę Hoffmanów (rodzice i dwoje dzieci) – swoich znajomych sprzed wojny, a także dwie siostry Dorthaimer. Jan Grabowski szacuje, że Banaś „uratował kilkoro Żydów, a wielu innym niósł okazjonalną pomoc”.
Działania Banasia nie były przyjmowane z życzliwością przez jego kolegów–policjantów. Jeden z nich, niejaki Kaczyński, miał go nawet zadenuncjować do niemieckiej Schutzpolizei. Banaś został wtedy uratowany przez Oswalda Bousko – austriackiego policjanta służącego na stanowisku zastępcy szefa Schutzpolizei na Podgórzu, aktywnie uczestniczącego w działaniach na rzecz ratowania Żydów.
Banaś działał z pobudek humanitarnych. Mimo że poprzez służbę w „policji granatowej” pośrednio tworzył okupacyjną rzeczywistość, jego działania pomocowe pozwoliły uratować niejedno istnienie. Jak sam wspominał po latach:

Na moim sumieniu jest wyratowanie samych Żydów: rodzina Hoffmanów, rabin Lewartow z dwoma synami, żona Jakubowicza z synem, dwie Dothaimerówny [i] to wszystko od śmierci, a ile Polaków uprzedziłem [i w ten sposób] uratowałem (…). Każdy człowiek ma obowiązek i prawo ratować drugiego człowieka od śmierci. To nie łaska, to nie bohaterstwo, a moralny obowiązek.

### Lata powojenne
Krótko po zakończeniu okupacji spisał pod pseudonimem „Stefan” raport-wspomnienia poświęcone losom krakowskich Żydów, który następnie przedłożył Żydowskiej Komisji Historycznej w Krakowie.
Wraz z żoną i dziećmi był prześladowany do 1956 r. przez polskie władze komunistyczne. W 1970 r. napisał pamiętnik pod tytułem Franciszek Banaś. Moje wspomnienia, który został wydany w 2009 r. przez Instytut Pamięci Narodowej.
8 maja 1980 r. Instytut Jad Waszem, na wniosek Róży Jakubowicz, uhonorował Franciszka Banasia medalem „Sprawiedliwy wśród Narodów Świata”.